# Noches blancas (película de 1957)
Noches blancas (en italiano: Le notti bianche) es una película italiana de melodrama romántico de 1957 basada en la novela homónima de Fiódor Dostoyevski. 
La película fue dirigida por Luchino Visconti, con Maria Schell y Marcello Mastroianni en los papeles principales.
Otras películas basadas en la misma novela fueron la francesa de 1938 Les nuits blanches de Saint-Pétersbourg (1938), dirigida por Jean Dréville, y la también francesa de 1971 Cuatro noches de un soñador (Quatre nuits d'un rêveur), dirigida por Robert Bresson. También hay una adaptación hecha en Irán en 2003, Shabhaye roshan. 

## Sinopsis
Una noche, cerca de un puente, un joven conoce a una muchacha que espera la llegada de su amante. La chica le pide ayuda para localizar a su pareja porque sospecha que está residiendo en un hotel de la localidad.

## Desarrollo

### Primera noche
Era una noche maravillosa. Todo era raro, “todo mundo lo había abandonado”, soledad. Llevaba 8 años viviendo en Petersburgo sin amigos. Petersburgo era su único amigo. Todos se habían marchado al campo. No había nadie.
Tenía como amigas a las casas, tenía unas preferidas. Él conocía todo Petersburgo. Todo Petersburgo iba de vacaciones. Todos con sus muebles se marchaban al campo. Nadie lo invita, como si fuera un extraño ante todos. Se va a la frontera con todos y él y todos se sienten felices. Está pensando en muchachas. Regresa a su barrio apartado de todos, cantando. Siempre ha estado y estará solo. Siente que esa noche lo espera una aventura. Va caminando y ve a una muchacha joven llorando. Ella se ve y él la sigue. Empiezan con paso ligero y luego más rápido, él la alcanza, hay otro señor, pero la toma de la mano. Él es muy tímido y nunca había hablado con una mujer. Se agradan y empiezan a hablar. Él tiene 26 años y dice que nunca ha sido amado y nunca ha estado enamorado, solo en sueños. Dice que nadie lo quiere. Él se ríe de sí mismo porque dice que él mismo es su propio enemigo por no acercarse a las mujeres ni hablar con ellas. Se acerca a ella porque estaba sola y llorando y él se sentía feliz. Quedan de verse al siguiente día pero con una condición: Que no se enamorara de ella, solo quería tener una amistad. Ella empieza a tener confianza en él. Al siguiente día le dirá un secreto pero tiene que conocerlo mejor primero. Él se siente muy feliz y quiere contarle toda su historia, pero al siguiente día. :$

### Segunda noche
Empiezan a hablar y ella le pide que cuente su historia. Pero él le dice que toda su vida ha vivido solo y nunca ha visto a nadie. Le pregunta su nombre y es Nástenka. Ella le cuenta que tuvo una abuela que estuvo prendida de ella con una falda durante dos años. Él le dice que es un tipo; un hombre ridículo y soñador, al igual que ella. Él comienza a contar su historia: Vive en un rincón de Petersburgo y tiene una vida común y con mucha trivialidad. En los rincones viven los soñadores, hombres raros que viven en la sombra, sin amigos, risas, bromas o temas alegres. Sin la capacidad de animar a un invitado que acaba yéndose burlándose del soñador. Nástenka interrumpe y le dice que tiene una manera de hablar muy bien y él responde que toda su vida ha guardado sus palabras para un momento como aquel. Sigue con el final de su historia: Él en las tardes le gusta caminar y “observar” y está contento aunque nadie lo salude ni nada. Nadie lo quiere y hasta el mismo se espante de él. Su única compañía es una ama de llaves; Matriona. 
Él dice que sueña con todo, tiene una imaginación interminable. Lee libros y se siente muy feliz. Le encantaría dar una de sus horas fantásticas de imaginación. Él es el creador de su vida aburrida, por su propia voluntad. Él está enamorado y ha soñado con mujeres y noches románticas, pero en la vida real nadie lo quiere. También sueña con amigas y amigos que nunca tendrá, siempre ha vivido así y así morirá… Nástenka y él no quieren separarse. Él va a lugares donde cree que es feliz y regresa a pensar ahí. Hace un año exactamente estaba ahí, pensando en su soledad. Dice que sería triste envejecer sin haber vivido, hasta sin haber sufrido. Su vida es un sueño… 
Nástenka quiere llorar y dice que ha tenido una vida similar a la de él. Nástenka ya lo conoce y le dará un consejo y le dice que sea cordial como un amigo de 100 años.

### Historia de Nástenka
Nástenka empieza a contar su historia: Ella tiene a su abuela que ya está muy vieja; sus padres murieron cuando ella era joven. Aprendió francés y terminó sus estudios a los 15 años. Ahora tiene 17 años. La abuela decidió que vivirían pegadas por la falda. Un día ella huyó y la abuela se enojó demasiado que Nástenka vivió en la casa de la abuela. La abuela era ciega y decía que todo era mejor en su época. A la abuela le gustaba que vivieran inquilinos en su casa, un día llegó un y pensó que quería casarse con Nástenka. El inquilino les mandaba libros para que Nástenka los leyera con su abuela. Él se encontraba con Nástenka a escondidas y quería estar más tiempo con ella. Llevó a Nástenka y a su abuela al teatro varias veces, pero después de cierto tiempo dejó de ir a verlas. Nástenka estaba desesperada y harta de vivir pegada a su abuela, ella quería casarse con él, quería escaparse con él ha Moscú, él se iba a ir por un año a allá. Él le dice que no tiene dinero en ese momento, pero regresaría en un año con ella. Y un año después estaba ahí platicándole su historia a él. Y no lo había visto ni le había pedido la mano como había prometido. Hace un año habían estado ella y el otro señor, donde estaban ellos ahorita. Nástenka comenzó a llorar. Él la consoló y le dice que debería regresar con el otro señor. Deciden hacerle una carta donde diga si quería el señor volver con ella. Nástenka y él están felices de que sus vidas se hayan cruzado. Él le ayuda a Nástenka en todo y Nástenka la primera mujer con la que ha hablado y ha dado esperanzas a él. Ella le da la carta para que se la de al otro señor y ella se ve, él se queda inmóvil, siguiéndola con sus ojos.

### Tercera noche
Él está pensando, si llueve no se verían al siguiente día. Nástenka ya estaba con el otro señor, ya no quedaba nada para él. Siente que está siendo probado además de sentir dolor. Nástenka está muy contenta porque él ha conservado su promesa de no enamorarse de ella, además de decirle que es encantador. Lo considera un muy buen amigo. Él está nervioso de que el señor lo vea con ella. Le cuenta lo que hizo en ese día que fue llevarle la carta al señor y “dormir” y pensar en ella todo el tiempo. Dan las once de la noche y no llega el otro señor. Él la anima diciéndole que era muy temprano para que llegará, apenas había recibido la
Carta por la mañana. Ella llora y le dice que prefiere a él, pero al otro es al que ama; quiere seguir su interior, sus sentimientos. Ella sabe que él está enamorado de ella y le dice que si alguna vez ama y la otra mujer también lo ama serían muy felices. Se dan cuenta de que el otro señor no vendrá, que tal vez venga al siguiente día, o al siguiente. Dice que él y ella están unidos para siempre y quiere saber más de él. Aunque él sabe que los unidos son ella y el otro hombre.

### Cuarta noche
Era la mañana, y Nástenka lo esperaba con la carta; él no la traía, y Nástenka se desilusionó. Nástenka empieza a llorar, ya no quería saber ni hablar del otro señor. La habían herido. Él intenta consolarla y termina diciéndole que la ama. Ella aunque ya lo sabía estaba sorprendida. Él empieza a llorar y hasta no quiere verla nunca más. Él cuando vio a Nástenka llorar, no se pudo contener y le dijo todo. Nástenka se arrepiente de haberle dicho anteriormente que gracias que el no se había enamorado de ella. Cuando él está a punto de irse Nástenka le dice que lo ama más que al otro señor. Ella ama al que es generoso y noble. Le pide la mano a él y acepta. Caminando comenzaron a hablar de otra cosa, sobre su futura vida. Nástenka le pide que se mude con él junto con su ama de llaves, Matriona, a su casa con su abuela. Él va a ser el inquilino de Nástenka. Hablaron y se divirtieron mucho, hasta que llegó el otro señor. Ella fue corriendo al otro señor, lo abrazó, regresó con él lo besó, después lo abandonó y se marchó con el otro señor.

### La mañana
Matriona le entrega una carta de Nástenka a él que dice: Que la perdone porque lo ha hecho sufrir, también le dice que lo quiere. Le da las gracias por haberla amado cuando ella tenía roto el corazón. Quiere que sea su mejor amigo de ella y el otro señor. Se visitaran, aunque Nástenka y el otro señor se iban a casar. 
Él jamás volvió a ver ni saber de Nástenka, aunque un momento de felicidad y amor para un joven tan solitario como él, es suficiente en la vida.

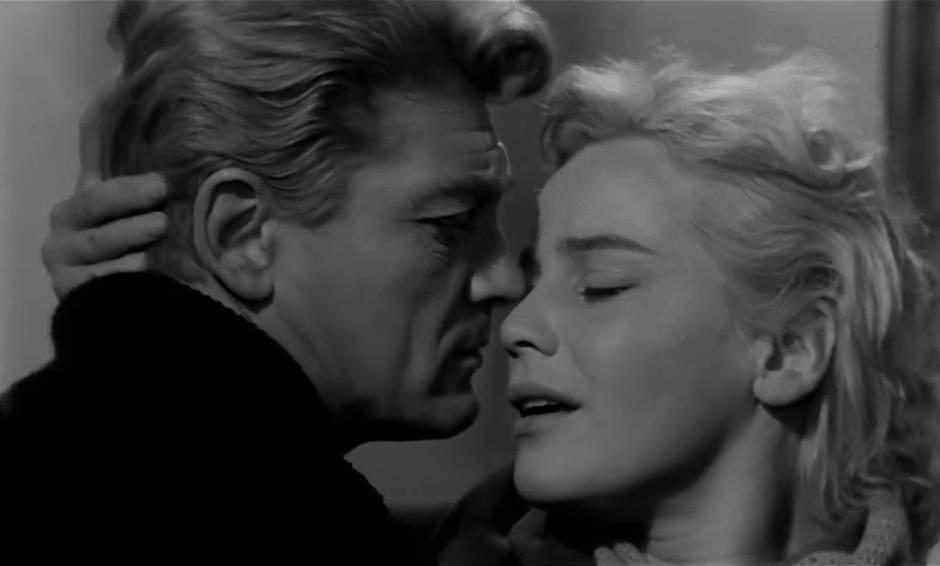
Jean Marais y Maria Schell

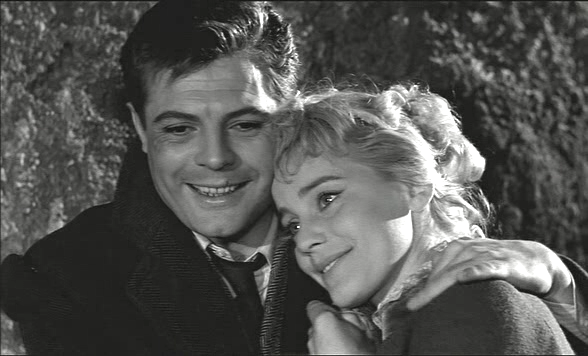
Marcello Mastroianni y M. Schell

## Reparto
- Giorgio Albertazzi: Narrador
- Maria Schell: Natalia
- Marcello Mastroianni: Mario
- Jean Marais: El inquilino
- Marcella Rovena: La casera
- Maria Zanoli: La criada
- Elena Fancera: La cajera
- Dirk Sanders: El bailarín
- Clara Calamai: La prostituta
- Lys Assia: La cantante

## Premios
- Premio León de Plata 1957: a Luchino Visconti.
- Premio Nastro d'argento 1958: al mejor actor (Marcello Mastroianni); a la mejor música (Nino Rota) y a la mejor escenografía (Mario Chiari y Mario Garbuglia).
- Premio Sant Jordi 1960: al mejor director extranjero; y al mejor guion extranjero.